# Министерство на железниците, пощите и телеграфите на България
Министерството на железниците, пощите и телеграфите (МЖПТ) е държавна институция в България с ранг на министерство, съществувала в периода 1911 – 1947 година, с прекъсване между 1934 и 1935 година.

## История
Министерството на железниците, пощите и телеграфите е създадено с изменение на конституцията от 11 юли 1911 г. Състои се от две самостоятелни дирекции: Главна дирекция на пощите и телеграфите и Главна дирекция на железниците и пристанищата (ГДЖП). МЖПТ започва да функционира от 1 януари 1912 г. под наименованието Министерство на железниците, пощите и телеграфите (МЖПТ) до 11 декември 1947 г., когато се създава Министерство на железопътните, автомобилните и водните съобщения (на основание член 17, т. 3, и на член 40 от Конституцията на Народна република България от 4 декември 1947 г.).
През 1934 – 1935 г. МЖПТ и Министерството на обществените сгради, пътищата и благоустройството се обединяват (с изменение на конституцията от 19 май 1934 г.) в Министерство на съобщенията (МС) и отново се разделят с Указ № 120 от 21 април 1935 г.

## Структура
- Централно управление
  - Кабинет на министъра
  - Бюджетно-контролен отдел
- Специализирана администрация
  - Главна дирекция на железниците и пристанищата
  - Главна дирекция на пощите, телеграфите и телефоните